# Fräswand
Eine Weiterentwicklung der Schlitzwand ist die Fräswand. Mit Hilfe eines Fräskopfes wird der anstehende Boden mit Zementleim bzw. Faser-Zementleim vermischt. Damit wird der anstehende Boden als Zuschlagstoff für eine Betonwand verwendet.

## Fräskopf
Im Jahr 2004 gelang es der Bauer AG, aus den beiden Verfahren Schlitzwand und Soil-Mix-Verfahren mit einer etwas veränderten Schlitzwandfräse ein neues Verfahren zur Wandherstellung zu entwickeln. Dabei entstand der Fräskopf, bei dem zwei Schneidräder (Soil-Cutter) sich gegenläufig in den Untergrund eingraben, ohne dabei eine Stützflüssigkeit wie bei der Schlitzwand erforderlich, zu verwenden.

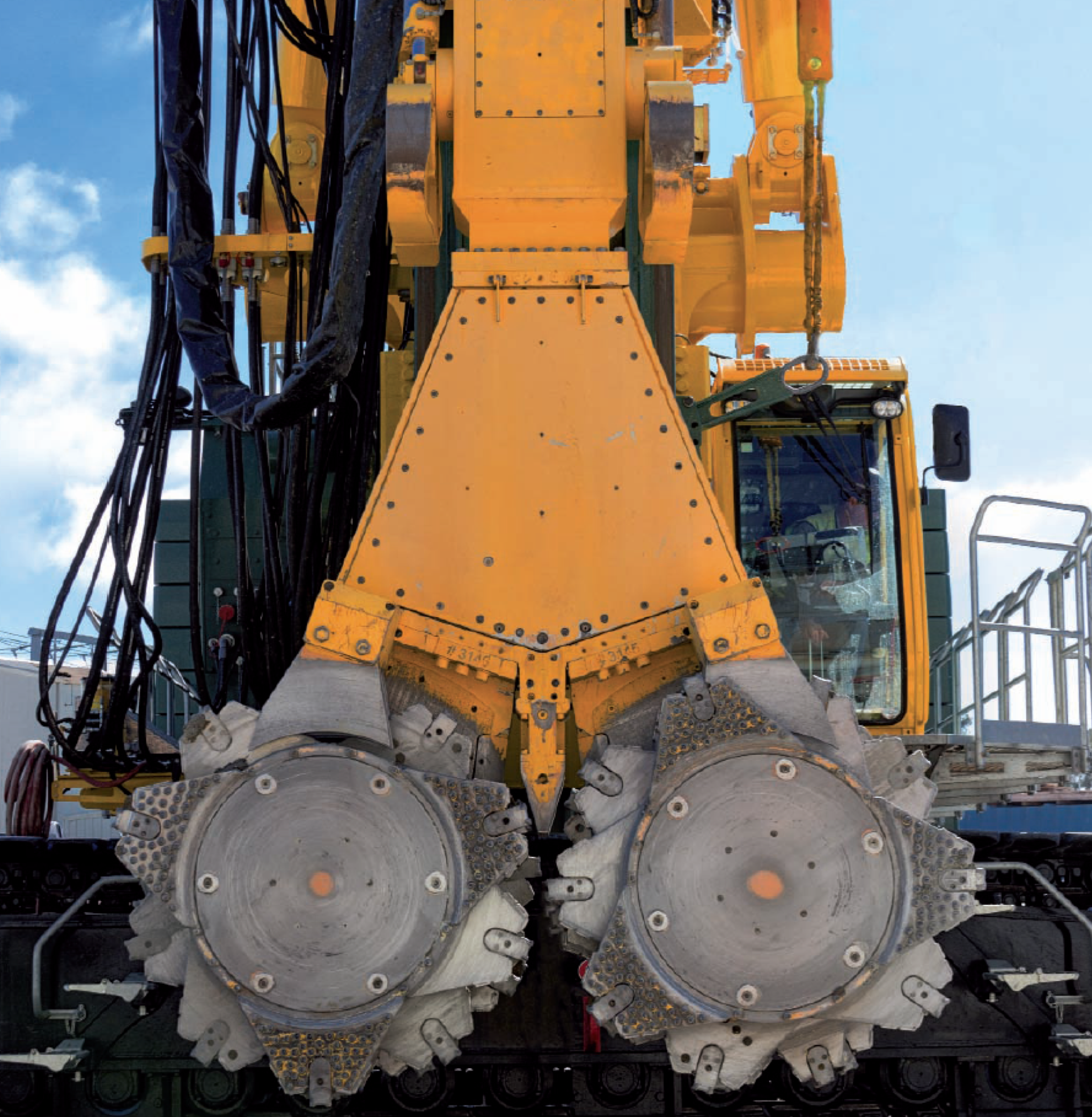
Fräskopf
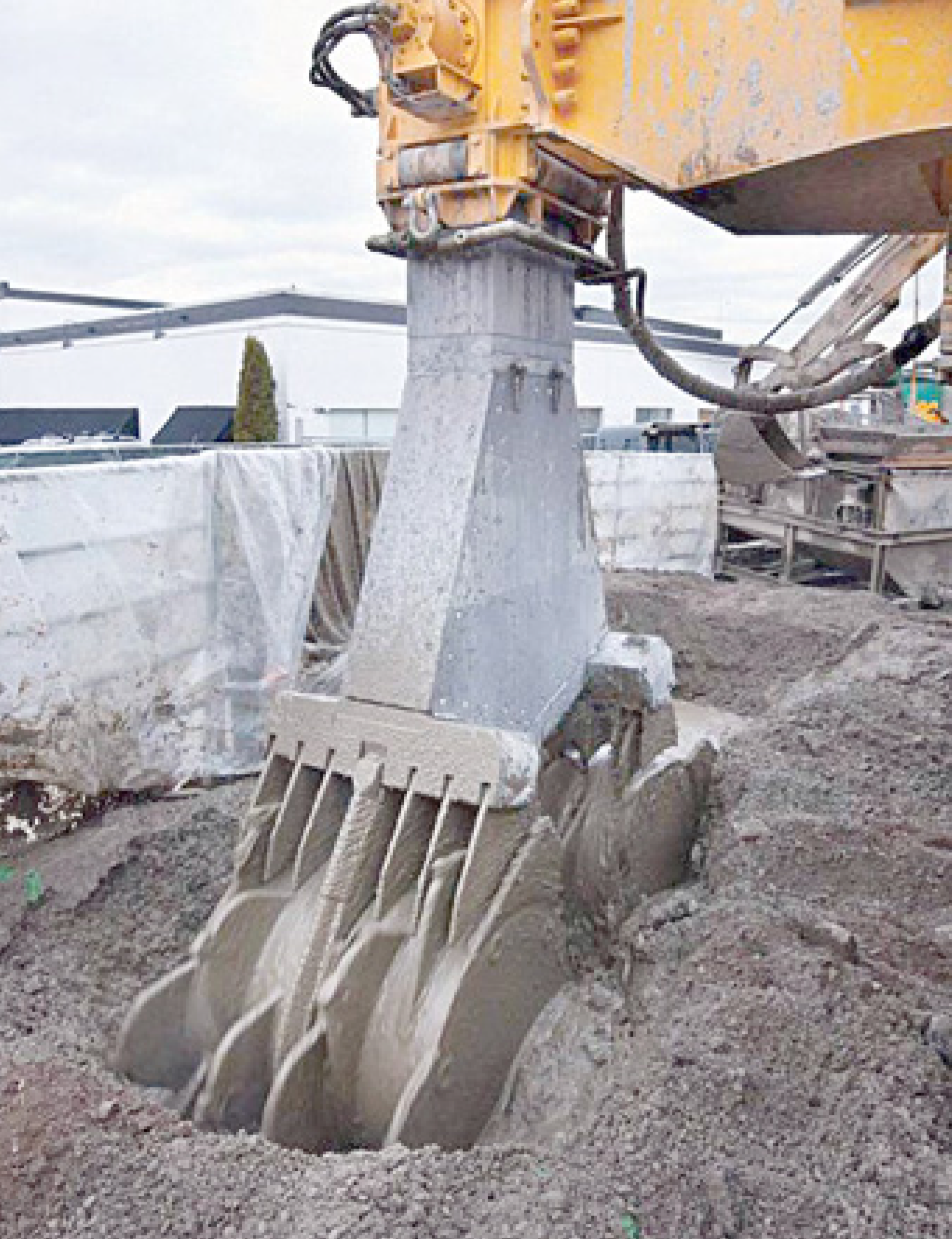
Fräskopf bei der Arbeit

## Herstellung der Wand

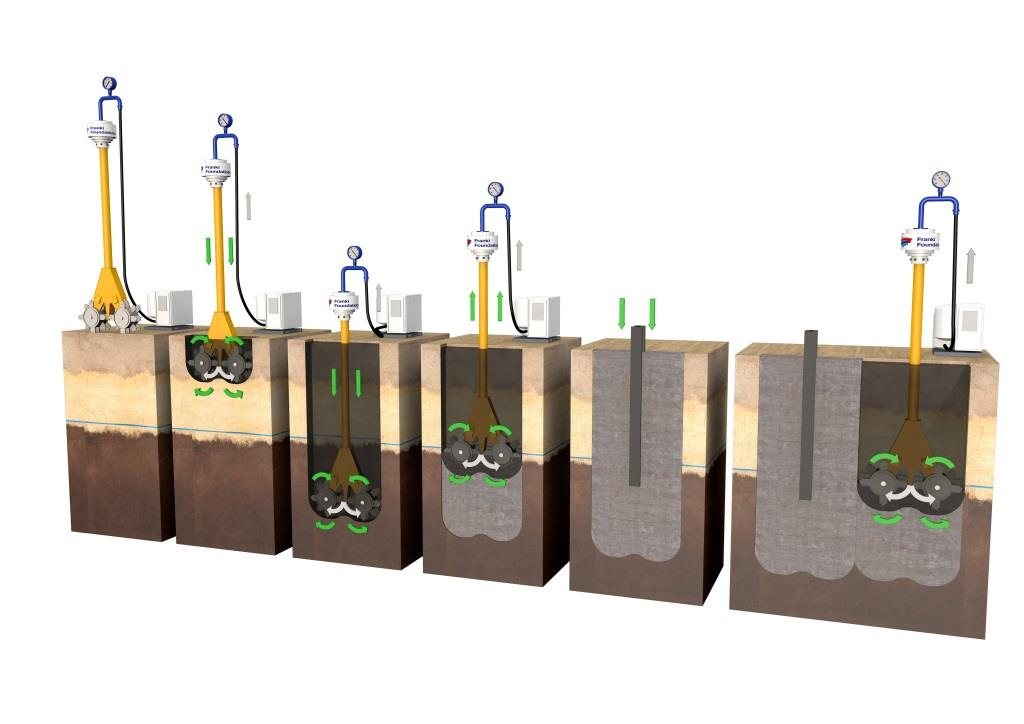
Herstellungsphasen bei der Fräswand

Beim ersten Eintauchen des Fräskopfes in den Boden wird über eine Düse ein Zement-Bentonit-Gemisch zugegeben, welches die Reibung beim Einfräsen verringern soll. Wird die Endtiefe erreicht, werden die Fräsräder in umgekehrter Richtung bewegt und der Fräskopf wird langsam nach oben bewegt. Dabei wird der anstehende Boden mit einem Zementleim bzw. Faser-Zementleim vermischt, sodass im Untergrund eine Betonwand entsteht.
Dieser Vorgang wird im Pilgerschrittverfahren wie bei der Schlitzwand fortgeführt, sodass endgültig dann eine geschlossene Wand aus Beton bzw. Faserbeton im Untergrund vorhanden ist.

## Anwendungen
Bei Untergrund mit rolligen Bestandteilen bis hin zu Fels kann die Fräswand gut eingesetzt werden. Bindige Böden werden derzeit noch nicht empfohlen, da der fertige Betonkörper nicht gleichmäßig garantiert werden kann.

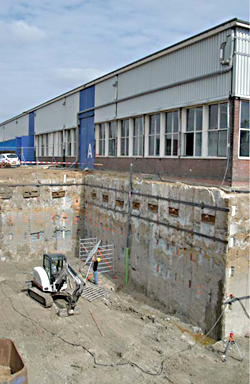
Verankerte Fräswand
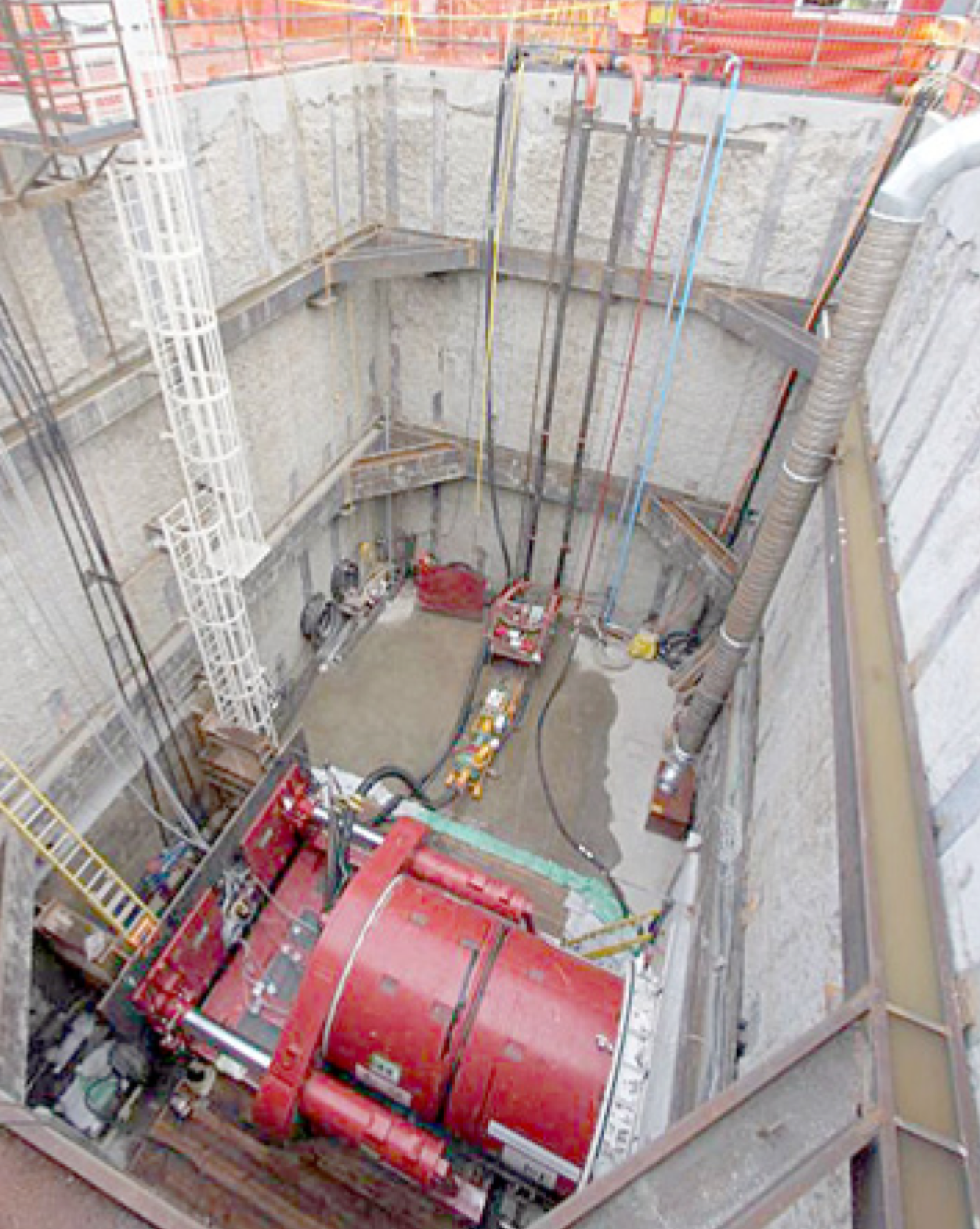
Ausgesteifte Fräswand
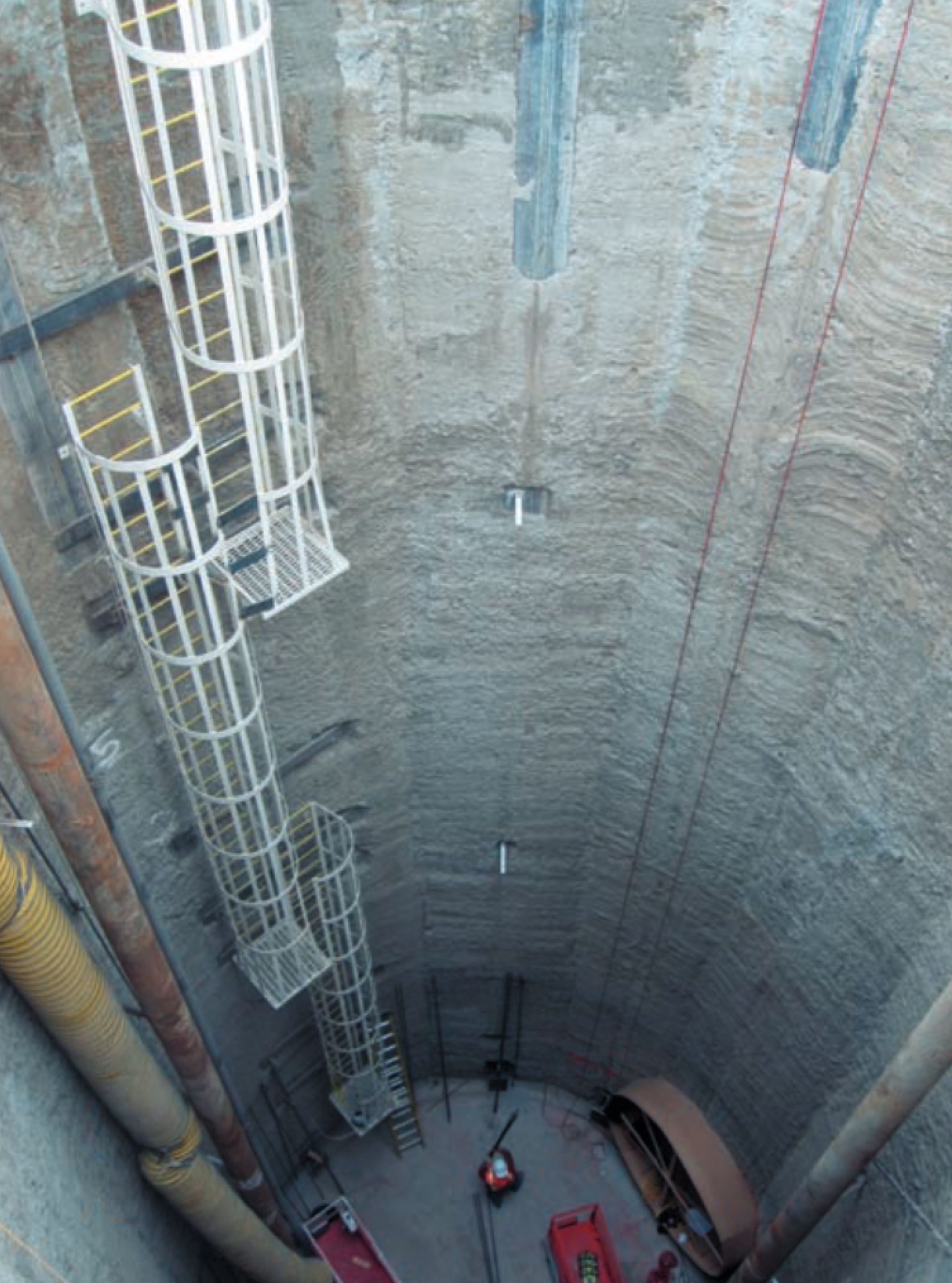
Polygonaler Schacht mit Fräswand

Die wichtigsten Vorteile einer Fräswand zu vergleichbaren Systemen sind:
- hohe Produktivität im Vergleich zur Schlitzwand
- der vorhandene Boden kann konstruktiv genutzt werden
- geringe Verschmutzung (nachhaltig)
- vollständig erschütterungsfrei
- lärmreduziert
- in hartem Boden einsetzbar
- gute Qualitätskontrolle
- weniger Belästigung